# يوليوس إس. هيلد
يوليوس إس. هيلد (بالألمانية: Julius Held)‏ هو مؤرخ الفن وأستاذ جامعي أمريكي وألماني، ولد في 15 أبريل 1905 في موسباخ في ألمانيا، وتوفي في 22 ديسمبر 2002 في بينينغتون في الولايات المتحدة.